# Wasp (Schiff, 1943)
Die USS Wasp (CV-18) war ein Flugzeugträger der Essex-Klasse der United States Navy. Sie war das neunte Schiff, das nach der Wespe (engl.: Wasp) benannt wurde. Der Träger nahm während des Zweiten Weltkriegs am Pazifikkrieg teil, nach dem Umbau zum U-Jagdträger Anfang der 1950er Jahre operierte er im Atlantik und fungierte auch als Bergungsschiff für verschiedene Gemini-Raumflüge.

## Geschichte
Bei ihrer Kiellegung am 18. März 1942 auf dem Fore River Shipyard in Quincy (Massachusetts) war als Name noch Oriskany vorgesehen. Doch nach der Versenkung der alten Wasp wurde das Schiff am 13. November 1942 als Nachfolger bestimmt. Der Stapellauf fand am 17. August 1943 statt, und ihre Indienststellung erfolgte am 24. November 1943.

### Pazifikkrieg
Sofort nach der Indienststellung wurde der Träger in den Pazifik abkommandiert. Am 4. April 1944 erreichte die Wasp Pearl Harbor. Nach einigen Trainingsfahrten wurde sie der schnellen Trägereinsatzgruppe 58.6 unter Vizeadmiral Marc Andrew Mitscher zugeteilt. Zusammen mit den Trägern Essex und San Jacinto nahm die Wasp Kurs auf die Marcusinsel und Wake, um diese für die vorgesehene Operation auf den Marianen abzusichern.
Nach diesem Einsatz bereitete die US Navy den Angriff auf die Marianen vor. Dafür wurde die USS Wasp der Einsatzgruppe 58.2 zugeteilt, die die Invasion von Saipan übernehmen sollte. Am Spätnachmittag des 11. Juni 1944 flogen die Piloten der Träger Angriffe auf Saipan und Tinian, bei denen viele japanische Flugzeuge, die nicht ihre Basen verlassen konnten, zerstört wurden. Die Bombardements der Inseln gingen die nächsten drei Tage weiter.
Während der folgenden Schlacht in der Philippinensee, bei der die Flugzeuge der USS Wasp auch am großen „Marianen-Truthahnschießen“ beteiligt waren, versenkten ihre Flugzeuge den japanischen Flugzeugträger Hiyō und beschädigten die Träger Ryūhō, Jun’yō und die Zuikaku sowie andere japanische Schiffe schwer.

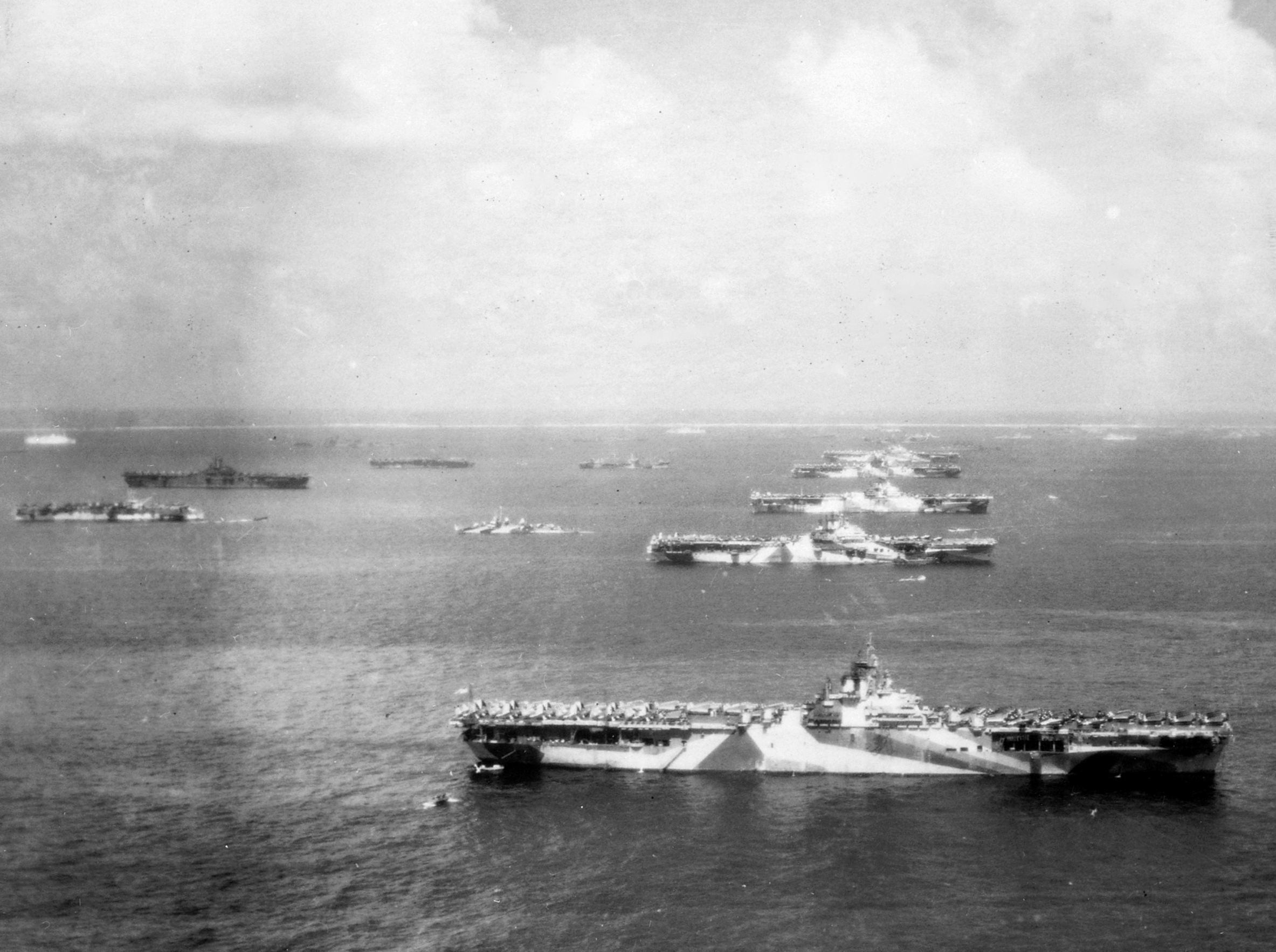
Wasp mit anderen Trägern im Ulithi-Atoll

Im September war die USS Wasp am Angriff auf die Palauinseln und im Oktober an den Attacken auf Okinawa, Formosa und den Philippinen beteiligt. Auch in der See- und Luftschlacht im Golf von Leyte spielte sie eine Rolle. Konteradmiral Clifton Sprague kommandierte von der USS Wasp aus die TaskGroup 38.1. Nach dem Sieg über die japanische Flotte blieb die USS Wasp im ostasiatischen Raum, und ihre Flugzeuge flogen Einsätze vom Chinesischen Meer bis zu den Ryūkyū-Inseln im Norden.
Im Februar und März 1945 unterstützte die USS Wasp die Invasion von Iwojima und Angriffe auf Japan. Am 19. März erhielt sie einen Bombentreffer, der etliche Besatzungsmitglieder das Leben kostete. Nach den erfolgten Reparaturarbeiten konnte das Schiff noch an den letzten Angriffen auf Japan teilnehmen, bis Mitte August Japans Kapitulation erfolgte.
Ende August 1945 geriet die USS Wasp in einen Taifun, der erhebliche Schäden am vorderen Flugdeck hinterließ. Sie musste zurück in die USA. Anschließend fuhr sie Transporteinsätze, um die amerikanischen Truppen aus dem Pazifikraum wieder nach Hause zu holen. Im Februar 1947 wurde die USS Wasp außer Dienst gestellt.

### Die Zeit des Kalten Krieges

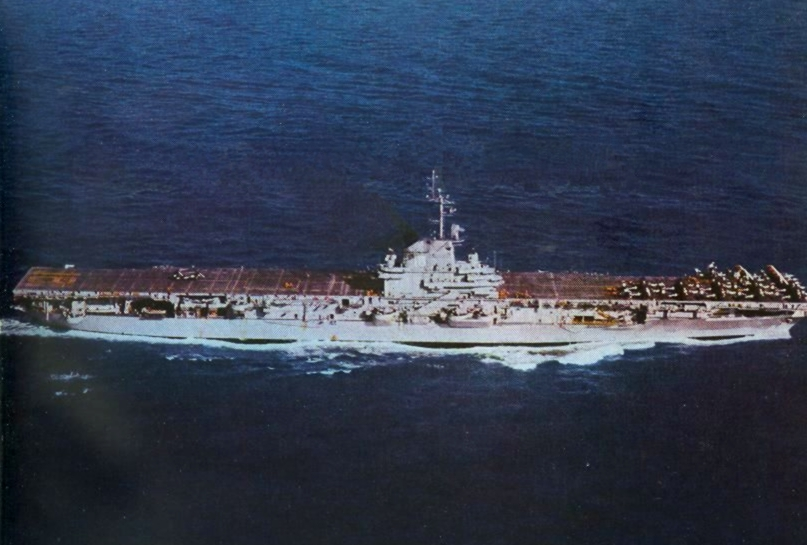
Die Wasp 1954 nach dem SCB-27A-Umbau

Zwischen den Jahren 1948 und 1957 wurden 15 Flugzeugträger der Essex- und Ticonderoga-Klassen einer kompletten Modernisierung hinsichtlich der Schiffs- und Waffentechnik unterzogen. So wurde auch die Wasp Mitte 1948 in ein Trockendock nach New York gebracht und nach dem Muster SCB-27A umgerüstet. Dieser Umbau beinhaltete den Einbau stärkerer hydraulischer Katapulte, den kompletten Umbau der Insel, die Entfernung der geschlossenen 12,7-cm-L/38-Doppellafetten von ihren Positionen vor und hinter der Insel und deren Ersatz durch offene 12,7-cm-L/38-Einzellafetten, die an der Steuerbordseite unterhalb der Flugdeckkante eingebaut wurden. Ferner die Installation von Bereitschaftsräumen unter dem Flugdeck und den Bau einer Rolltreppe von diesen zum Flugdeck sowie die generelle Umrüstung zum Einsatz von Strahlflugzeugen. Im September 1951 erfolgte wieder die Indienststellung.
Im November 1951 wurde die USS Wasp der Atlantikflotte zugeteilt, um an kleineren Manövern teilzunehmen. Nach einer einmonatigen Durchsicht im New Yorker Dock wurde wieder Kurs in den Atlantik gesetzt.
Am 26. April 1952 kollidierte die Wasp während eines Manövers bei den Azoren im Dunkeln mit dem Zerstörer Hobson, der sofort auseinanderbrach. 176 Besatzungsmitglieder der USS Hobson kamen dabei ums Leben, die Wasp konnte 61 Überlebende aufnehmen. Der vordere gebrochene Kielbogen der Wasp musste umgehend repariert werden. In nur zehn Tagen erhielt das Schiff den vorderen Kielbogen des Flugzeugträgers Hornet. Dies war eines der größten Unglücke der US-Navy außerhalb eines militärischen Konflikts.
Nach diesem Zwischenfall begab sich die USS Wasp zur Atlantikflotte und besuchte Häfen im Mittelmeer und in Nordeuropa. Im Oktober bekam sie eine neue Kennung zugeteilt und wurde zum Angriffsträger CVA-18.

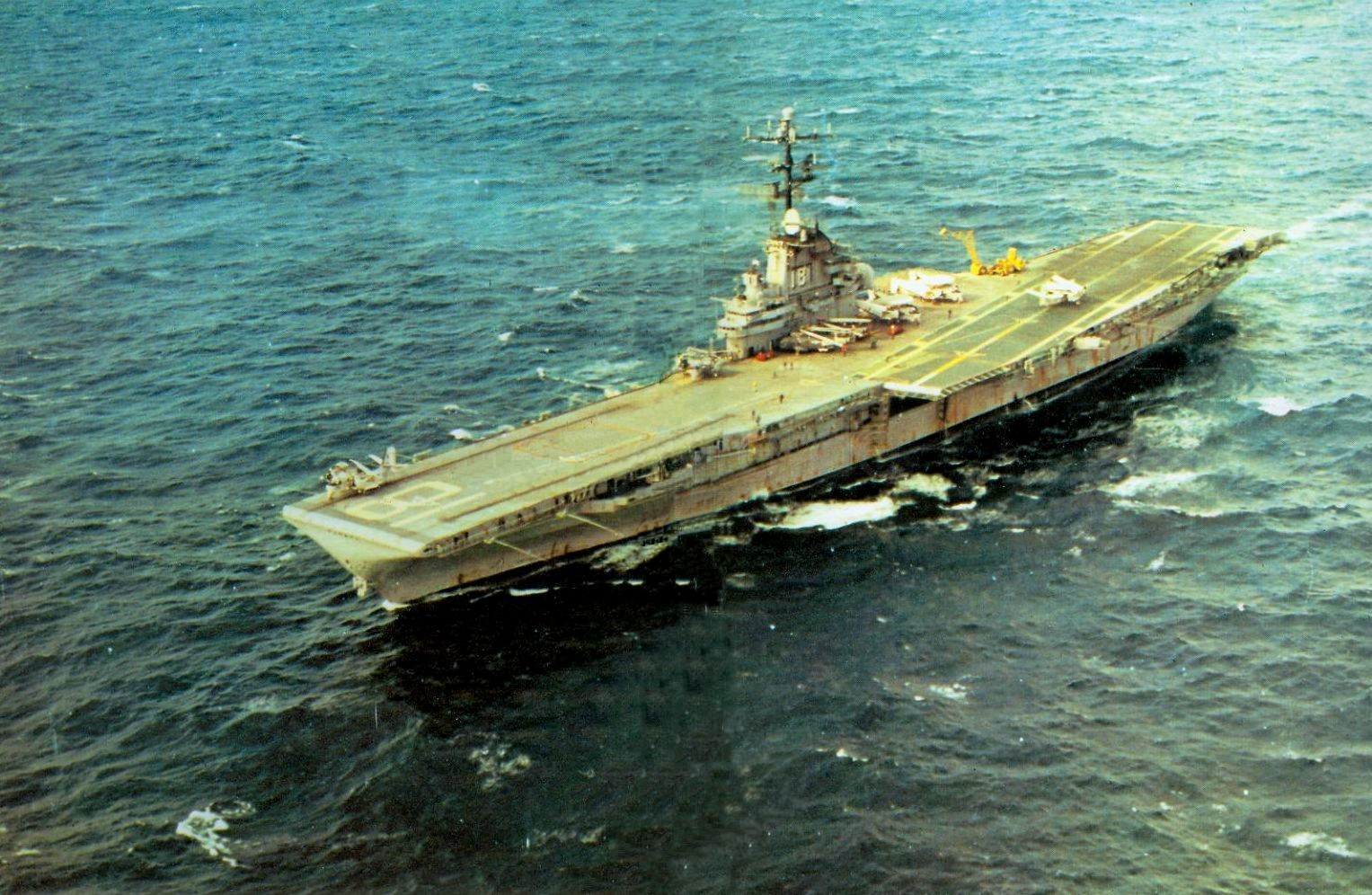
Die Wasp als U-Jagd-Träger 1970

Im Anschluss an ihre erfolgten Pazifikfahrten 1953 erhielt das Schiff weitere Modernisierungsmaßnahmen. Der Umbau nach dem Konzept SCB-125 umfasste im Wesentlichen den Einbau eines geschlossenen Bugs sowie eines Schräglandedecks. 1956 befand sie sich wieder in pazifischen Gewässern.
Im Mai 1962 besuchte die USS Wasp die deutschen Ostseehäfen Kiel, Lübeck und Flensburg.
Eine erneute Umklassifizierung zu einem Anti-U-Boot Träger führte zur neuen Kennung CVS-18. Die USS Wasp fuhr ab 1957 wieder Einsätze im Atlantik. In den Jahren 1965 und 1966 war sie Bergungsschiff für die NASA-Weltraumflüge Gemini 4, Gemini 6, Gemini 7, Gemini 9 und Gemini 12.
Im Herbst 1971 nahm die USS Wasp an einem letzten Manöver teil und wurde ab diesem Zeitpunkt auf ihre Außerdienststellung vorbereitet, die am 1. Juli 1972 stattfand. Im Mai 1973 wurde das Schiff zur Verschrottung verkauft.